# Robyn Young (Schwimmerin)
Robyn Young (* 19. Dezember 2000) ist eine eswatinische Schwimmerin.

## Karriere
Young nahm im Rahmen der Olympischen Jugend-Sommerspielen 2018 erstmals an internationalen Wettkämpfen teil. Über 100 m Freistil wurde sie 45. und damit Letzte. Über 50 m Rücken erreichte sie Rang 34 von 39 Teilnehmerinnen. Für den Wettbewerb über 100 m Rücken war sie ebenfalls gemeldet, trat aber nicht an. Drei Jahre später war sie Teilnehmerin der Olympischen Spiele in Tokio. Dort war sie eine der beiden Fahnenträger Eswatinis. Im Wettkampf über 50 m Freistil errang sie Rang 70 von 81.